# ملكة جمال الكون 2010
ملكة جمال الكون 2009 هي مسابقة ملكة جمال الكون التاسعة والخمسين في تاريخ مسابقة ملكة جمال الكون منذ انطلاقتها عام 1952، عقدت المسابقة في 23 أغسطس 2010 في لاس فيغاس، نيفادا، الولايات المتحدة، شهدت المسابقة تنافس 83 متسابقة في هذا العام من بلدان العالم، في نهاية الحدث توجت زيمينا نافاريتي ملكة جمال المكسيك بلقب ملكة جمال الكون  وتوجها ستيفانيا فرنانديز من فنزويلا.
تستقبل مدينة لاس فيغاس مسابقة ملكة جمال الكون على أراضيها للمرة الثالثة، وتم بثها على الهواء مباشرة على قناتي (إن بي سي العالمية) و (تيليموندو)، أما الموسيقى كانت من تقديم بريت مايكلز ونتالي موراليز مع حضور خاص لسيرك دو سوليه والفنان الأمريكي جون ليجند وفريق الهيب هوب (the roots).

## مكان انعقادها[4]
عرض مسؤولون ورجال أعمال بدولة (كرواتيا) استقبال المسابقة ولكن بسبب مشاكل اقتصادية تعاني منها الدولة تم سحب العرض في 21 فبراير.
عرضت أوروبا إقامة المسابقة ولكن تراجع المسؤولون عن ذلك.
أراد مسؤولون سانتا كروس وبوليفيا التقدم بالترشح لاستقبال المسابقة، ولكن بعد سلسلة من الاجتماعات قرروا الانسحاب في 13 مارس بسبب تعارض الكثير من بنود الاتفاقية مع الدستور البوليفي الجديد.
```
ريو دي جانيرو
 (
البرازيل
)، (
سنغافورا
)، 
مار دل بلاتا
 (
الأرجنتين
)
[
5
]
، 
ميورقة
 (
اسبانيا
) 
وماكاو
 (
الصين
) تقدموا بالترشح لاستقبال مسابقة ملكة جمال الكون 2010 على الرغم أنه ليس بمقدرة أي منهم التعاقد بسبب المبلغ المالي الكبير التي تحتاجه إدارة المسابقة مقابل منح التصريح لاستقبال المسابقة.
[
6
]
```

في النهاية عندما لم تجد منظمة ملكة جمال الكون مدينة تستطيع استقبال المسابقة قررت اقامتها في مدينة (لاس فيغاس) بالولايات المتحدة الأمريكية داخل المجمع الفندقي بقاعة المناسبات (مانداليا باي) جدير بالذكر أن الحدثين السابقين للمسابقة التي استقبلتهم مدينة (لاس فيغاس) كانوا في مسرح الفنون الجميلة.

## أحداث المسابقة

### المنافسة الابتدائية
بدأت يوم 19 أغسطس حيث شارك جميع المتسابقات بملابس سهرة (يتم اختيارها على ذوق كل متسابقة) وزي سباحة (يكون متماثل لجميع المتسابقات) ثم تم إجراء مقابلة صحفية خاصة مع كل مشاركة من خلال لجنة التحكيم الاولية.
وعلي اساس ما سبق تم اختيار المتسابقات الأكثر جاذبية وتأهيل خمسة عشر منهن للمنافسة النهائية ولا يتم الإعلان عن حاملة لقب ملكة جمال الكون الجديدة الا في الليلة الختامية.

### لجنة تحكيم المرحلة الابتدائية
- وتكون مسؤولة عن تقييم المرشحات خلال العرض الافتتاحي وكانت تضم:
- كارلوس بريمر: مدير تنفيذي.
- لويس برجدورن: منتج.
- بي جاي كولمان: صحفي ووكيل دعائي.
- سادوكس كيم: منتج تليفزيوني.
- كورين نيكولاس: رئيسة وكالة للأزياء.
- ناتالي روتمان: معلقة.
- باسم الشامي: رئيس شركة لمنتجات العناية بالشعر.

### المنافسة النهائية
خلال المنافسة النهائية تم اختيار مجموعة من 15 متسابقة كان قد تم الإعلان عنهم خلال المنافسة الأولية ثم تم عرضهم وتقييمهم بواسطة لجنة حكام جديدة لمنح لقب ملكة جمال الكون لعام 2010.
الخمسة عشر متسابقات تنافسن من جديد بثوب السباحة ثم يتم اختيار العشرة ذوات المؤهلات العالية للانتقال للجولة التالية في المسابقة.
ثم يتنافس العشرة متسابقات بملابس السهرة حتى يتأهل خمس متسابقات ذوات النقاط المرتفعة للجولة الأخيرة من المنافسة.
هؤلاء الخمس متسابقات يشاركن في مقابلات شخصية تليفزيونية على أساسها يتم تحديد الترتيب النهائي للفائزات وفي الوقت ذاته يتم الإعلان عن ملكة الكون الجديدة.

### لجنة التحكيم النهائية[7]
هي اللجنة المسؤولة عن تقييم المتسابقات في الجولتين النهائية وشبة النهائية واختيار ملكة جمال الكون الجديدة وكانت تضم:
كريس إينجل: ساحر، لاعب خفة وموسيقي.
- ويليام بالدوين: ممثل، كاتب ومنتج.
- شيلا إى: مغنية وعازفة طبول.
- تامرون هول: منتجة تليفزيونية.
- إيفان ليزاسك: صاحب ميدالية أولمبية.
- شاز بالمينتري: ممثل ومخرج.
- شينا فيليبس: ممثلة ومغنية.
- جين سيمور: ممثلة.
- نيكي تايلور: عارضة أزياء ومقدمة برامج.

## مؤهلات الفوز
تكون المؤهلات ذات طابع فريد ومميز تتم على اساسها التصفية والاختيار في مسابقات ملكة جمال الكون.
فلا يتم حساب النقاط بطريقة تراكمية ولا على اساس متوسط النقاط ولكن القرار النهائي للحكام يعتمد على الانطباع العام التي تتركه كل متسابقة والذي لا يتوافق بالضرورة مع المركز الذي تحتله.

## جوائز خاصة
قدمت منظمة ملكة جمال الكون جائزتين خاصتين خلال فاعليات المسابقة وهم: ملكة اللطف وملكة الصور بالإضافة إلى منح تقدير لأفضل زي وطني وأسطوري:

### ملكة جال اللطافة – ملكة جمال الكون 2010
يتم اختيارها من قبل المشاركات الأخريات، ويتم التصويت لها بشكل سري مما يعكس روح العالية للمنافسة والأخوة والصداقة بين الدول، وتم الإعلان عنها في الليلة الختامية.
الفائزة: أسترالية – جيسينتا فرانكلين.

### ملكة جمال الجاذبية-ملكة جمال الكون2010
يتم اختيار الفائزة بالجائزة من بين 83 متسابقة من خلال مستخدمي الإنترنت عن طريق التصويت على الصفحة الرسمية لقناة (إن بي سي) وتم الإعلان عنها في الليلة الختامية.
الفائزة: تايلندية - فونثيب واتشاراتراكل.

### الأزياء القومية والأسطورية
عرض أُقيم يوم 16 أغسطس وتم الإعلان عن الفائز في الليلة الختامية حيث يتم الاختيار بين مصممي أزياء ل 83 مشاركة من خلال مستخدمي الإنترنت من جميع أنحاء العالم.
الزي الفائز: التيلاندي.

## التاج
تاج السلام، صُمم بواسطة شركة (نيكسيس لابس) لصناعة الماس، وهي متخصصة في صناعة الأحجار الكريمة صديقة البيئة وكانت قد عانت كثيراً بسبب التغيرات التي طرأت على التصميم والحجم حيث قامت بتقليص حجم الحافة التي تُزين الجزء العلوي من التاج ويرجع السبب في تغيير التصميم إلى أن التاج السابق له كان ثقيل مما أدى إلى انزلاقه للأمام وجعل استخدماه غير مريح، فخلال حفلة تتويج ستيفانيا فرناندز(ملكة جمال الكون 2009) انزلق التاج من على رأسها وحدث به كسر طفيف مما منعها من استخدامه خلال الأسابيع الأولى من فوزها وحتى نهاية فترة التتويج مما اضطر إلى إعادة تصميمه، وبذلك تعتبر خيمينا نافاريتي أول من ارتدت التاج بعد إعادة تصميمه.

## النتائج[8]

### المراكز النهائية
| النتائج النهائية     | متنافسات |
| -------------------- | --- |
| ملكة جمال الكون 2010 | - المكسيك ـ خيمينا نافاريتي |
| الوصيفة الأولى       | - جامايكا ـ يندي فيليبس |
| الوصيفة الثانية      | - أستراليا ـ جيسينتا كامبل |
| الوصيفة الثالثة      | - أوكرانيا ـ آنا بوسلافسكا |
| الوصيفة الرابعة      | - الفلبين ـ فينوس راج |
| أفضل 10              | - ألبانيا ـ أنجيلا مارتيني - غواتيمالا ـ جيسيكا شيل - أيرلندا ـ روزانا بورسيل - بورتوريكو ـ ماريانا فيسينت - جنوب إفريقيا ـ نيكول فلينت |
| أفضل 15              | - بلجيكا ـ سيلو أنيس - كولومبيا ـ ناتاليا نافارو - فرنسا ـ مليكة مينار - جمهورية التشيك ـ جيتكا فالكوفا - روسيا ـ ايرينا أنتونينكو      |

### النتائج النهائية
| \| بلد \| ملابس السباحة \| فستان سهرة \| \| --------------- \| ------------- \| ---------- \| \| المكسيك \| 9.265 (2) \| 8.913 (1) \| \| جامايكا \| 9.426 (1) \| 8.884 (2) \| \| أستراليا \| 8.543 (5) \| 8.841 (3) \| \| أوكرانيا \| 8.333 (7) \| 8.743 (4) \| \| الفلبين \| 8.957 (3) \| 8.714 (5) \| \| ألبانيا \| 8.229 (8) \| 8.693 (6) \| \| جمهورية أيرلندا \| 8.784 (4) \| 8.548 (7) \| \| جنوب إفريقيا \| 8.229 (8) \| 8.420 (8) \| \| غواتيمالا \| 8.071 (10) \| 8.286 (9) \| \| بورتوريكو \| 8.443 (6) \| 7.971 (10) \| \| روسيا \| 7.843 (11) \| \| \| كولومبيا \| 7.643 (12) \| \| \| فرنسا \| 7.586 (13) \| \| \| بلجيكا \| 7.571 (14) \| \| \| جمهورية التشيك \| 7.429 (15) \| \| | الفائزة الوصيفة الأولى الوصيف الثاني الوصيف الثالث الوصيف الرابع أفضل 10 متأهلين للتصفيات النهائية أفضل 15 لاعبًا في نصف النهائي (#) الترتيب في كل جولة منافسة |            |
| بلد | ملابس السباحة | فستان سهرة |
| المكسيك | 9.265 (2) | 8.913 (1)  |
| جامايكا | 9.426 (1) | 8.884 (2)  |
| أستراليا | 8.543 (5) | 8.841 (3)  |
| أوكرانيا | 8.333 (7) | 8.743 (4)  |
| الفلبين | 8.957 (3) | 8.714 (5)  |
| ألبانيا | 8.229 (8) | 8.693 (6)  |
| جمهورية أيرلندا | 8.784 (4) | 8.548 (7)  |
| جنوب إفريقيا | 8.229 (8) | 8.420 (8)  |
| غواتيمالا | 8.071 (10) | 8.286 (9)  |
| بورتوريكو | 8.443 (6) | 7.971 (10) |
| روسيا | 7.843 (11) |            |
| كولومبيا | 7.643 (12) |            |
| فرنسا | 7.586 (13) |            |
| بلجيكا | 7.571 (14) |            |
| جمهورية التشيك | 7.429 (15) |            |

### ترتيب الإعلانات
| 1. بورتوريكو 2. أوكرانيا 3. المكسيك 4. بلجيكا 5. أيرلندا 6. جنوب إفريقيا 7. فرنسا 8. أستراليا 9. جامايكا 10. روسيا 11. ألبانيا 12. كولومبيا 13. غواتيمالا 14. جمهورية التشيك 15. الفلبين | 1. أيرلندا 2. ألبانيا 3. الفلبين 4. جامايكا 5. المكسيك 6. أوكرانيا 7. بورتوريكو 8. جنوب إفريقيا 9. غواتيمالا 10. أستراليا | 1. المكسيك 2. أستراليا 3. جامايكا 4. أوكرانيا 5. الفلبين |

### وفقاً للتصنيف السابق
- حصلت المكسيك على لقب ملكة جمال الكون للمرة الثانية حيث كانت الاولي عام 1991 بواسطة لوبيتا جونز وقد فازت هي الأخرى في (لاس فيغاس).
- جاميكا (الفائزة بالمركز الثاني) وألبانيا (وصلت للجولة شية النهائية) وبذلك يكونوا قد حققوا أعلى نتائج لهم في سجل اشتراكهم بالمسابقة.
- ألبانيا، أستراليا، بلجيكا، فرنسا، بورتو ريكو، جنوب أفريقيا والتشيك يتكرر تصنيفهم للمرة الرابعة في النهائيات.
- أما بالنسبة لتشيك فقد تكرر ترتيبها للمرة الرابعة على التوالي.
- كولومبيا، المكسيك وروسيا دخلوا ضمن تصنيف العشر الأوائل آخر مرة عام 2008.
- أُوكرانيا صُنفت لآخر مرة عام 2007.
- جامايكا صُنفت لآخر مرة عام 2004.
- الفلبين صُنفت لآخر مرة عام 1999.
- أيرلندا صُنفت لآخر مرة عام 1998.
- غواتيمالا صُنفت لآخر مرة عام 1984.
- لا توجد دولة دخلت ضمن تصنيف العشر المراتب الأولي لأول مرة.
- الولايات المتحدة لم تُصنف للمرة الخامس ضمن العشر المراتب الأولي في تاريخها حيث كان آخر تصنيف لها عام 2002.
- منذ عودة نظام الخمسة مراتب الأولي تعتبر تلك المرة الأقل مشاركة من دول أمريكا اللاتينية في الجولة الأخيرة حيث لم تتأهل سوى المكسيك.
- أما بالنسبة لأوروبا فقد شارك منها 6 متسابقات في الجولة الأخيرة بكونها القارة ذات أكبر عدد من التصنيفات ومع ذلك لم تصل سوى أوكرانيا للنهائيات.
- تايلاند فازت للمرة الخامسة بجائزة أفضل زي، وللمرة الثالثة بجائزة ملكة الصور.
- أما استراليا فقد فازت للمرة الثالثة بجائزة ملكة اللطف.

## أهمية تاريخية
- للمرة الثانية تفوز المكسيك باللقب منذ عام 1991

لثالث مرة تنعقد المسابقة في لاس فيغاس.
انعقد الحدث في 23 أغسطس وهو نفس تاريخ انعقاد الحدث السابق له.

### دول عادت للمنافسة
هايتي لم ترسل مرشحة منذ 1989.
جزر العذراء البريطانية كانت آخر مشاركة لهم عام 2002.
بوتسوانا شاركت آخر مرة عام 2004.
الدنمارك، كازاخستان، سريلانكا وترينيداد وتوباغو شاركوا آخر مرة عام 2008.

## دول لم تشارك بالمسابقة وأخري انسحبت

### دول لم تشارك بالمسابقة
- للمرة الثانية على التوالي لم تشارك أي دولة من دول القوقاز حيث كان من المتوقع اشتراك أذربيجان هذا العام ولكنها لم تفعل.
- جزر كايمان:

في 8 سبتمبر 2009 أعلن مدير المسابقة القومية عن عدم إرسال مرشحة لمسابقة ملكة جمال الكون عام 2010 لعدم وجود جهات ترعى الحدث.
- ناميبيا:

لم تترشح بسبب تعارض موعد المسابقة القومية مع تاريخ انعقاد مسابقة ملكة جمال الكون 2010.
- بلغاريا، إثيوبيا، أيسلندا، فيتنام وإستونيا لم يرسلوا مرشحات لهذا العام.[9]

### دول انسحبت عن المنافسة
الجبل الأسود:
تم الإعلان عن ماريجانا بوكراجاك كمرشحة عن الجبل الأسود ومع ذلك لم يتم تسجيلها بشكل رسمي، وبذلك تتغيب لأول مرة عن المسابقة خلال تاريخ استقلالها القصير.

## المتسابقات
- ألبانيا - أنجيلا مارتيني
- ألمانيا - كريستينا روهدر
- أنغولا - جوريما فيراز
- الأرجنتين - يسيكا دي فينسنزو
- أروبا - بريسيلا نيكول واي يين لي
- أستراليا - جيسينتا فرانكلين
- جزر البهاما - برانيكا باسيت
- بلجيكا - سيلو أنيس
- بوليفيا - كلوديا ارسي
- بوتسوانا - تيريلو راماسدي
- البرازيل - ديبورا ليرا
- كندا - إيلينا سيميكينا
- الصين - وين تانغ
- قبرص - ديميترا أوليمبيو
- كولومبيا - ناتاليا نافارو
- كوريا الجنوبية - كيم جو ري
- كوستاريكا - مارفا رايت أورينيا
- كرواتيا - لانا أوباد
- كوراساو - سافيرا دي ويت
- الدنمارك - اينا ساندرا كوزيفيتش
- الإكوادور - ليدي مينه
- مصر - دنيا حامد
- السلفادور - سونيا يسينيا كروز أيالا
- سلوفينيا - ماريكا سافشيك
- إسبانيا - أدريانا ريفيرون مورينو
- الولايات المتحدة - ريما فقيه
- الفلبين - ماريا فينوس بايونيتو راج
- فنلندا - فييفي بومبانن
- فرنسا - مليكة مينار
- جورجيا - نانوكا (نانا) غوجيتشاشفيلي
- غانا - كريستل أورا أما
- المملكة المتحدة - تارا فيتيير هويوس مارتينيز
- اليونان - آنا بريليفيتش
- غوام - فانيسا لاجوانا سيغوينزا توريس
- غواتيمالا - جيسيكا ماريا شيل نويولا
- غيانا - تاميكا أفيا هنري
- هايتي - ساروج بيرتين دوروشر
- هندوراس - كينيا ميليسا مارتينيز سامبولا
- المجر - تيميا بابينيكز
- الهند - أوشوشي سينغوبتا
- إندونيسيا - كوري سانديوريفا
- جمهورية أيرلندا - روزانا بورسيل
- جزر العذراء البريطانية - جوزيفينا نونيز
- جزر العذراء الأمريكية - جانيشا جون
- إسرائيل - بات الجوبي
- إيطاليا - جيسيكا سيشيني
- جامايكا - يندي أميرا فيليبس
- اليابان - مايكو إيتاي
- كازاخستان - اسيلينا كوتشوكوفا
- كوسوفو - كيشتيلا بيبشي
- لبنان - رهف عبد الله
- ماليزيا - نادين آن توماس
- موريشيوس - داليشا دورجا
- المكسيك - خيمينا نافاريتي
- نيكاراغوا - شارليت ألين موسى
- نيجيريا - نجوزي أودالونو
- النرويج - ميليندا فيكتوريا إلفينيس
- نيوزيلندا - ريا فان دايك
- هولندا - ديزيريه فان دين بيرغ
- بنما - أنيولي أموريت أبريغو سانجور
- باراغواي - يوهانا ماريا بيلين بينيتيز أولميدو
- بيرو - جوليانا زيفالوس
- بولندا - ماريا نوفاكوسكا
- بورتوريكو - ماريانا فيسنتي
- جمهورية التشيك - جيتكا فالكوفا
- جمهورية الدومينيكان - ايفا ارياس
- سلوفاكيا - آنا أمينوفا
- رومانيا - اوانا بافلوك
- روسيا - إيرينا أنتونينكو
- صربيا - ليديا كوسيتش
- سنغافورة - تانيا ليم كيم سوان
- سريلانكا - ايشانكا ديلروشي مادوراسينج
- جنوب إفريقيا - نيكول فلينت
- السويد - ميشيلا سافيتش
- سويسرا - ليندا فاه
- تايلاند - فونثيب واتشاراتراكل
- تنزانيا - نويا هيلين دواسن
- ترينيداد وتوباغو - لا تويا وودز
- تركيا - غيزيم ميميتش
- أوكرانيا - آنا بوسلافسكايا
- الأوروغواي - ستيفاني أورتيجاد دا كوستا
- فنزويلا - ماريليسا جيبسون
- زامبيا - أليس رولاندز موسوكوا

## الروابط الخارجية
- موقع ملكة جمال الكون الرسمي